# Atyriodes janeira
Atyriodes janeira är en fjärilsart som beskrevs av William Schaus 1892. Atyriodes janeira ingår i släktet Atyriodes och familjen mätare. Inga underarter finns listade i Catalogue of Life.